# (4802) Khatchatourian
(4802) Khatchatourian (nom international : (4802) Khatchaturian) est un astéroïde de la ceinture principale.

## Description
(4802) Khatchaturian est un astéroïde de la ceinture principale. Il fut découvert le 23 octobre 1989 à Tautenburg par Freimut Börngen. Il présente une orbite caractérisée par un demi-grand axe de 2,22 UA, une excentricité de 0,21 et une inclinaison de 0,7° par rapport à l'écliptique.

## Nom
L'astéroïde a été nommé en mémoire du compositeur arménien Aram Khatchatourian (1903-1978), connu pour ses ballets Gayaneh — et sa fameuse Danse du Sabre — et Spartacus. De façon générale, ses œuvres mêlent dans la mélodie, le rythme et l'orchestration la musique folklorique nationale de Transcaucasie aux traditions de la musique symphonique classique.

## Compléments